# Al-Tai Football Club
L'Al-Tai Football Club (in arabo نادي الطائي لكرة القدم‎?) è una società calcistica con sede a Ha'il, in Arabia Saudita. Milita nella Prima Divisione, la seconda serie del campionato saudita di calcio.
L'Al-Tai ha vinto il campionato saudita di seconda serie in tre occasioni, la prima delle quali nella stagione 1984-1985, e ha ottenuto per la prima volta la promozione in massima divisione nel 1977-1978, classificandosi secondo in seconda serie. Ha vinto la Coppa del Principe Faysal bin Fahd nella stagione 1993-1994 ed è stato finalista perdente nella Coppa del Principe della Corona saudita del 1997. Il club ha trascorso 22 stagioni non consecutive nella massima serie.
L'Al-Tai gioca le partite casalinghe allo stadio Principe Abdul Aziz bin Musa'ed di Ha'il, condividendo lo stadio con i rivali cittadini Al-Jabalain, con i quali disputa il derby di Ha'il.

## Storia
Piazzatosi secondo in seconda serie nel 2020-2021, ha ottenuto la promozione in massima serie per la prima volta dal 2008.

## Palmarès

### Competizioni nazionali
- Campionato saudita di seconda divisione: 3

1984-1985, 1994-1995, 2000-2001

### Altri piazzamenti
- Coppa della Corona del Principe saudita:

Finalista: 1996-1997
Semifinalista: 1995-1996

## Organico

### Rosa 2024-2025
| N. |                           | Ruolo | Calciatore               |
| -- | ------------------------- | ----- | ------------------------ |
| 3  | Arabia Saudita (bandiera) | D     | Abdulaziz Majrashi       |
| 4  | Arabia Saudita (bandiera) | D     | Abdulkarim Sultan        |
| 5  | Cile (bandiera)           | D     | Enzo Roco                |
| 6  | Arabia Saudita (bandiera) | C     | Abdulaziz Al-Harabi      |
| 7  | Arabia Saudita (bandiera) | A     | Mohammed Al-Aqel         |
| 12 | Arabia Saudita (bandiera) | C     | Salem Abdullah Al-Toiawy |
| 13 | Arabia Saudita (bandiera) | D     | Ibrahim Al-Zubaidi       |
| 14 | Arabia Saudita (bandiera) | C     | Basil Yousef Al-Sayyali  |
| 15 | Zambia (bandiera)         | C     | Emmanuel Banda           |
| 16 | Arabia Saudita (bandiera) | C     | Mohammed Attiyah         |
| 18 | Arabia Saudita (bandiera) | D     | Abdulkarim Al-Qahtani    |
| 19 | Arabia Saudita (bandiera) | D     | Hassan Al-Jubairi        |
| 20 | Arabia Saudita (bandiera) | C     | Adeeb Al-Haizan          |
| 22 | Arabia Saudita (bandiera) | P     | Bader Nawaf              |
| 26 | Arabia Saudita (bandiera) | C     | Jamal Bajandooh          |
| 27 | Arabia Saudita (bandiera) | C     | Abdulwahab Jafar         |

| N. |                           | Ruolo | Calciatore             |
| -- | ------------------------- | ----- | ---------------------- |
| 32 | Arabia Saudita (bandiera) | A     | Fahad Al-Johani        |
| 42 | Arabia Saudita (bandiera) | C     | Hamed Fallatah         |
| 44 | Brasile (bandiera)        | D     | Marcelo                |
| 70 | Arabia Saudita (bandiera) | A     | Mohamed Al-Thani       |
| 75 | Arabia Saudita (bandiera) | A     | Mohammed Harzan        |
| 87 | Arabia Saudita (bandiera) | D     | Mohammed Marzouq       |
| 96 | Arabia Saudita (bandiera) | D     | Imran Ilyas Bakur Adam |
| 99 | Arabia Saudita (bandiera) | A     | Mohammed Maran         |
|    | Arabia Saudita (bandiera) | D     | Raed Al-Amri           |
|    | Arabia Saudita (bandiera) | A     | Hamzah Al-Shanqiti     |
|    | Arabia Saudita (bandiera) | A     | Ali Awagi              |
|    | Arabia Saudita (bandiera) | A     | Mujahid Al-Manee       |
|    | Nigeria (bandiera)        | A     | Omran Saeed            |
|    | Camerun (bandiera)        | A     | Léandre Tawamba        |
|    | Romania (bandiera)        | A     | Andrei Cordea          |